# Kecamatan Cikoneng
Kecamatan Cikoneng är ett distrikt i Indonesien.   Det ligger i provinsen Jawa Barat, i den västra delen av landet, 200 km sydost om huvudstaden Jakarta.